# 悍婦雄心
《馬爾華》（俄语：Мальва）是一部於1957年上映的劇情片。電影改編自马克西姆·高尔基故事《瑪羅》和《兩個蕩婦》。

## 劇情
父子之爭的歷史源於一個女人的愛。
農民瓦西里離開家鄉後，拋棄了妻子和兒子雅各布. 多年以來，他在漁業工作，與美麗的漁民馬爾華過著平靜的生活，早忘了親友。然而，長大後的兒子來到了父親身邊。他與馬爾華之間的關係很快引起了與父親的衝突。

## 角色
- 德琪德拉·里腾贝加 飾 馬爾華
- 帕維爾·烏索夫尼琴科 飾 瓦西里
- 阿納托利·伊格納季耶夫 飾 雅各布
- 根纳季·尤赫金（英语：Gennadi Yukhtin） 飾 謝遼日卡
- 阿卡迪·托布津 飾 店員
- 伊万·馬特維耶夫 飾 史東波

## 獎項
- 德琪德拉·里腾贝加——1957年威尼斯电影节最佳女演員[2]

## 外部鏈接
- 互联网电影数据库（IMDb）上《悍婦雄心》的资料（英文）